# Manfred V de Saluces
Manfred V de Saluces  (mort en 1389/1392), seigneur de Cardè, est un prétendant au marquisat de Saluces à partir de 1330, reconnu marquis de 1341 à 1346. 

## Origine du conflit
Manfred est le fils ainé de l'union entre  Manfred IV de Saluces et sa seconde épouse  Isabella Doria (morte en  1353). La forte  influence de cette dernière auprès de son époux lui permet de le faire désigner en 1323 comme l'héritier et le successeur légitime de  Manfred IV au détriment de Frédéric  le fils de ce dernier et de sa première épouse Béatrice de Hohenstaufen fille du roi Manfred de Sicile. Cette décision engendre une violente guerre civile entre les deux frères à partir de 1330.

## Le prétendant
Du fait d'un arbitrage du comte de Savoie, le  29 juillet 1332, Manfred V  est contraint de céder le trône à Frédéric Ier et Manfred IV demande à ses vassaux de reconnaître son fils ainé comme marquis le 29 décembre 1334. Afin de contrecarrer cette intervention, Manfred V  se choisit en 1333 une épouse dans une branche de la maison de Savoie en la personne d'Eléonore de Piémont (morte en 1350), fille de Philippe Ier prince de Piémont, de la maison de Savoie-Achaïe. La mort prématurée de  Frédéric Ier en 1336, incite Manfred V à reprendre ses prétentions contre son jeune neveu Thomas II de Saluces.
Il rassemble une armée et, soutenu par le roi Robert Ier de Naples, il déclenche une guerre contre la marquisat de Saluces qui est dévasté. Saluces est prise pillée et brulée entre le 7 et le 14 avril et Thomas II, emprisonné par le prince de Piémont, n'est relâché plus d'un an après que contre le paiement une forte rançon. Manfred V règne ainsi de 1341 jusqu'au 27 mars 1344 puis à partir du 13 mai de la même année. Il obtient même l'investiture de l'empereur Charles IV du  Saint-Empire. Après la mort de son protecteur Robert Ier de Naples, Manfred V doit consentir à céder définitivement le trône à son neveu le 6 septembre 1346. Sa lignée les seigneurs de Cardè perdure jusqu'en 1793.